# Phelister alticola
Phelister alticola är en skalbaggsart som beskrevs av Schmidt 1893. Phelister alticola ingår i släktet Phelister och familjen stumpbaggar. Inga underarter finns listade i Catalogue of Life.